# Фонд розвитку та підтримки молодого мистецтва України
Фонд розвитку та підтримки молодого мистецтва України — благодійна організація, створена в жовтні 2012 року українською телеведучою, журналістом, режисером Славою Фроловою. Проєкт був організований з метою зміцнення українського сучасного мистецтва, а також для підтримки нового покоління українських художників. Фонд взаємодіє з арт-центрами, музеями, галереями, проєктами та культурними подіями як в Україні, так і за її межами, а також самостійно організовує культурні заходи за участю як молодих, так і відомих митців України.

## Діяльність фонду
За 6 років роботи фонд взяв участь у формуванні мистецького середовища в Україні, об'єднуючи представників різних молодих художніх і експериментальних арт-течій. Проєкт став платформою для діалогу між представниками світу сучасного мистецтва та широкої аудиторії, включаючи представників шоу-бізнесу, культурних діячів, колекціонерів. З жовтня 2012 року фонд співпрацював з 510 художниками, провів 70 виставок по всій Україні, створив культурно-соціальний проєкт «Арт-Пікнік» в Києві, Одесі, Рівному та Харкові.

## «Українська мова»
25 січня 2014 року в приміщенні Музею «Духовні скарби України» відбулося відкриття всеукраїнської виставки «Українська мова», де була представлена часна колекція робіт відомої художниці початку ХХ століття Марії Приймаченко. Учасники проєкту: Березанська Олена / Бовкун Дар'я / Бойко Іра / Болдирєва Алеся / Вдовиченко Марія / Величев Євген / Вовк Ая / Голембовська Лідія / Гончар Марія / Гореликова Наталя / Гушул Юля / Декалюк Сергій / Дембіцька Валентина / Дзиндра Ірина / Кадзевіч Олександра / Казаневський В'ячеслав / Казарін Максим / Катерина Малько / Колесникова Ірина / Марчук Олександра / Мельник Ігор / Насирова Алія / Оніщенко Надя / Пантелемонова Інна / Панчишин Лесь / Плавец Аліна / Пранчук Т. П. / Пронькина Олена / LIZAVE / Русецька Тетяна / Рибакова Олена / Семенюк Євген / Силантьєв Станіслав / Слинчук Вікторія / Таріш Маріанна / Кописов Валерій / Томасік Михайло / Томашевський Богдан / Чорний Валентин / Шевченко Антоніо / Якшин Євген / Ярмолюк Ганна / Олександра Єськова / Куш Тетяна / Мірошниченко Олександр / Саєнко Ганна / Тептяєва Лілія / Филипович Тамара / Свергунова Таїсія. Проєкт мав на меті об'єднати сучасне покоління з праісторією українського мистецтва. Відкривали виставку гурт бандуристів Шпилясті кобзарі. Експерт проєкту — галерист, куратор, громадський діяч Євген Карась.

## «Громадянський містицизм»
14 березня в Інститут проблем сучасного мистецтва Національної академії мистецтв України відбувся художній проєкт «Громадянський містицизм», у якому було представлено живопис, графіку, фото, відео та інсталяції. Куратори проєкту: Андрій Сидоренко (ІПСМ НАМ України), Катерина Макухіна (SF-Group), Олекса Манн. Значна кількість робіт, представлених в експозиції, була створена під час непередбачуваного розвитку подій Євромайдану. Відтак проєкт мав на меті створити експериментальний простір для всебічного переосмислення, дискусій та красномовної реакції на події в історії України.
Гаєва Аліна / Русецька Тетяна / Хованец Ірена / Казарін Максим / Бєляєва Юля / Кононенко Анастасія / Томашевський Богдан / Панчишин Лесь / Березянська Олена / Кухарський Богдан / Кононов Сергій / Новаковський Влад / Савченко Дмитро / Кописов Валерій / Костянтин Копосов / Некипелова Анастасія / Кудрявченко Олександр / Omnia Voivat / Барановський Андрій / Самофалов Артур / Єльцин Олександр / Алексєєв Євген / Брильов Сергій / Єськова Олександра / Прокоф'єв Ігор / Завілінський Микола (Matroskin photography) / Логов Антон / Михайлов Роман / Зінковський Гамлет / Гончаренко Володимир / Зігура Єгор / Король Олександр / Ялоза Альбіна / Котерлін Ростислав / Дмитро Молдованов / Кольцова Дар'я / Гаук Антон / Кравець Віталій / Ралко Влада / Павленко Маша / Чепелик Оксана / Олекса Манн / Андрій Сидоренко / Єрмоленко Андрій / Семесюк Іван / Золотарьов Олексій / Ройтбурд Олександр / Цаголов Василь / Мінін Роман / Тістол Олег / Сидоренко Віктор / Вайсберг Матвій / Керестей Павло.

## «Агресія. Прикордонна територія»
15 червня 2014 року в рамках проєкту «Арт-Пікнік» на території ВДНГ відбулося відкриття виставки «Агресія. Прикордонна територія» в павільйоні під назвою «Closed Cluster #10». Куратори Олекса Манн та Катерина Макухіна. Ідея проєкту базується на теоріях пояснення «агресії» Томаса Гоббса та Зиґмунда Фрейда. В проєкті було представлено: живопис, інсталяці, перформанс, відео-арт, скульптура, музика, література. Відкривали виставку український письменник та художник Іван Семесюк та гурт Хамерман Знищує Віруси.
Художники: Ніна Мурашкіна / SADAN / Андрій Хір / Олександр Ройтбурд / Марина Скугарева / Олег Тістол / Вадим Харабарук / Сергій Савченко / Андрій Северинко СЕВЕР / Андрій Стегура / Роберт Саллер / Ігор Гусєв / Надія Тістол / Юрій Єфанов / Сергій Дубовець / Андрій Сидоренко / Олександр Король / Андрій Зелінський / Микола Маценко / Ольга Ланнік / Віталій Кравець / Іван Семесюк / Антон Логов / Сергій Лиховид / Містор БраунГрін / Олена Пронькіна / LIZAVE / Юля Біляєва / Валерій Кописов / Віталій Янковий / Больной № 6 / PRUSSIAN7, PROTONORSE, BREAKLAW (спільний проєкт Україна-Велика Британія) / Валерій Губенін / Надін Хазан / Олена Ємченко / Максим Казарін / Костянтин Копосов / Антон Гаук / Руслан Колмиков / Олександр Оцабера.

## «Золотий дощ над нами»
9 серпня в рамках проєкту «Арт-Пікнік» на території ВДНГ, Closed Cluster # 10, відбулося відкриття еротичної виставки «Золотий дощ над нами» під кураторством Ніни Мурашкіної та Катерини Макухіної.
Серед представлених художників: Андрій Блудов / Тетяна Малиновська / Олександр Ройтбурд / Влада Ралко / Костянтин Синицький / Інара Багірова / Артем Волокітін / Василь Татарський / Стас Волязловський / Ілля Ісупов / Олекса Манн / Ніна Мурашкіна / Неллі Ісупова / Анатолій Бєлов / Садан / Аліна Копиця / Марія Дроздова / Антон Логов / Микита Кравцов / Олексій Маркітан / Олена Пронькіна / Віталій Кравець / Ніна Мурашкіна / Юрій Мусатов / Юлія Балабуха / Станіслав Сілантьєв / Антон Гаук / Гриця Ерде / Дмитро Молдованов / Тетяна Малиновська / Володимир Гулич / Настя Лойко / Віталій Куліков / Альбіна Ялоза / Андрій Дудченко / Белла Логачова / Юлія Бєляєва / Оксана Пиж / Євген Якшин
Дар'я Кольцова / Роман Михайлов та ін.

## «Буде українське…»
15 січня 2015 року в Музеї «Духовні Скарби України» відбувся проєкт «Буде Українське…». В рамках проєкту була представлена виставка Костянтина Копосова, пройшли поетичні читання українських сучасних письменників: Дмитра Лазуткіна, Павла Коробчука, Євгенії Чуприни, Богдана Горобчука, Олега Коцарева. Відбулися театральні вистави «Лавочка біля подвір'я» та «Мафія» від Київської студії імпровізації «Чорний квадрат». Пройшли кінопокази українських режисерів: Олександра Ратія «Прості речі», Романа Бровко «18+», Ірини Цисик «Помин», надані кіностудією Довженко.

## Виставки

### 2018
«Красные розы, чёрные слёзы»
Євген Якшин. Живопис, арт-простір RAW, Київ.

### 2017

Виставка «11», галерея «ХудГраф», відкриття літературно-артистичного клубу «Х. Л.А. М.», Київ, 2017.
На фото роботи: Корф-Іванюк Наталія, Якшин Євген, Іванюк Олексій.

«11» Якшин Євген / Макарова Інга / Іванюк Олексій / Корф-Іванюк Наталія / Волобуєва Алла / Русецька Тетяна / Куш Тетяна / Піскунов Сергій / Рибалко Максим / Дацюк Марія / Ясенів Ярослав. Живопис, галерея «ХудГраф», відкриття літературно-артистичного клубу «Х. Л. А. М.», Київ.
«Любісь. Любісь. Любісь» Євген Якшин. Живопис. «ХудГраф», Київ.
«Персональний проєкт Максима Рибалко». Живопис. «ХудГраф», Київ.
«Абстракція» Сергій Декалюк. Живопис. Галерея «АВЕК», Харків.
«Mirror Egg / Триєдність» Ганна Надуда. Інсталяція, Музей історії України, Київ.

### 2016
«Залучені» Ніна Мурашкіна / Олекса Манн / Андрій Єрмоленко / Тетяна Русецька / Віктор Кравець / Ярослав Ясенєв / Ольга Селищева / Алла Волобуєва / Євгенія Антонова / Яна Рациборинська / Євген Якшин / LIZAVE / Максим Казарін / Костянтин Синицький / Тетяна Куш / Дмитро Савченко. Куратор проєкту: Катерина Макухіна. Живопис, скульптура, інсталяція. Колишній особняк графині Уварової, пам'ятка архітектури по вул. Липська, 16, Київ.
«УкрСучАрт» Євген Якшин / LIZAVE / Максим Рибалко / Юрій Шаповал / Тетяна Куш / Сергій Піскунов / Марія Дацюк / Сергій Декалюк. Живопис, ГОГОЛЬФЕСТ, Арт-Завод Платформа, Київ.

### 2015
«БУДЕ УКРАЇНСЬКЕ» Костянтина Копосова, Міський музей «Духовні скарби України», Київ. Живопис, фото, перформанс, інсталяція, література, театр, музика, кіно.
«Персональний проєкт Руслана Іващенко». Живопис. Nivki-hall, АРТ-Пікнік Weekend, Київ.
«Porch-art» Максима Казаріна та «Ідентифікація. Символи» Руслана Колмикова. Живопис, інсталяції, «Мистецький Арсенал», Київ.
«Вихід із чорного» Тетяна Русецька. Живопис, інсталяція. Міський музей «Духовні скарби України», Київ.
«Чайки» Кирил Максименко. Скульптура. АРТ-Пікнік в Пушкінському парку.
Проєкт «Фотосушка» на Арт-Пікніку в Пушкінському парку. Фото.
«Сходження» Алла Волобуєва. Живопис, інсталяція. Міський музей «Духовні скарби України», Київ.

### 2014
«Марафон художників SF-G в рамках виставки 75 років НСХУ». Андрій Куцаченко / Марія Матієнко / Тетяна Куш / Максим Рибалко / Аліна Гаєва. Живопис. Київ.
«Персональний проєкт Дениса Ратушного». Графіка. Черкаський художній музей, Черкаси.
Проєкт «Українська мова» спільно з роботами художниці Марії Примаченко, живопис, Міський музей «Духовні скарби України», Київ.
«IN SPIRITUM», живопис, галерея «Evartspace», Geneva, Switzerland.
«Вікна душі» Світлана Дзюба, живопис, галерея «Чорна Ящірка», Дніпро.
«PLOT'NOST», Євген Якшин та LIZAVE, живопис, digital art, Київ.
«ЖІНКА / РЕВОЛЮЦІЯ», живопис, галерея «Чорна Ящірка», Дніпро.
«Громадянський містицизм». Живопис, фото, інсталіція. Інститут проблем сучасного мистецтва Національної академії мистецтв України, Київ.
«INGLOO: FEELING BLUE» Олександра Марчук. Графіка. Freud House, Київ.
«KardiaГРАМ». Графика, живопис, офорт, ліногравюра. Мистецький Арсенал, Київ.
«Персональна виставка Тетяни Куш». Живопис. Freud House, Київ.
«Монохром» Ганна Карман. Графіка. Freud House, Київ.
«НЬЮ-ЙОРК» Оксана Пиж. Живопис. Freud House, Київ.
«Кілограм-сило-метр». Живопис. Арт-Пікнік, ВДНГ, павільйон 4, 8, Київ.
«Агресія. Прикордонна територія». Живопис, інсталяція, перформанс, відео-арт, скульптура, музика, літературні читання. Арт-Пікнік, ВДНГ, Closed Cluster # 10, Київ.
«Золотий дощ над нами». Живопис, фото, інсталяція, перформанс. Арт-Пікнік ВДНГ, Closed Cluster#10, Київ.
«ТРИ. Казарін, Копосов, Русецька». Живопис. Арт-Пікнік, ВДНГ, Київ.
«PopLove» Євген Якшин / LIZAVE / Інга Макарова / Юлія Бєляєва. Живопис, digital art. Арт-Пікнік, ВДНГ, Київ.
«СВОБОДОЛЮБІВІ» Андрій Єрмоленко / Олена Пронькіна / Надя Оніщенко / Ірена Хованец / Дмитро Савченко / Олена Салова / Богдан Кухарський / Євгенія Антонова. Живопис, інсталяція, digital art, театр. Арт-Пікнік, ВДНГ, Київ.
«СВОБОЛЮБІВІ. ТОЧКА ОБ'ЄДНАННЯ»
Надя Оніщенко / Максім Казарін / Руслан Колмиков / Ірена Хованец / Богдан Кухарський / Влад Новаковський / Олексій Ревіка / Андрій Єрмоленко / Іван Семесюк / Олекса Манн / Містор Браун Грінн. Фото, інсталяції, театр. Вистава «Мафія», Київська студія імпровізації «Чорний квадрат». Пьєса Ірени Хованець «Свободолюбиві», режисер Олександр Балабан, театральна група «А²». ГОГОЛЬФЕСТ, Видубичі, Київ.
«Сімбіоз» Дмитро Савченко. Живопис. Галерея «TELEGA», Дніпро.

### 2012—2013
За рік роботи фонд зібрав 316 художників, було проведено 33 виставки по всій Україні, відкрито західне та південне крило фонду, а також реалізовано культурно-соціальний проєкт «ART-Пікнік Слави Фролової».